# Urbain Tissinier
Pas d'image ? Cliquez ici

a Compétitions nationales et continentales officielles uniquement.

Urbain Tissinier, né le 13 septembre 1910 à Molandier (Aude) et mort le 7 octobre 1986 à Tarnos (Landes), est un joueur français de rugby à XV et de rugby à XIII évoluant dans les années 1920 et 1930.
Natif de l'Aude, Urbain Tissinier pratique le rugby à XV et incorpore le club du R.C. Narbonne avec lequel il prend part au Championnat de France sur la ligne d'avants. Il dispute la finale perdue du Championnat de France en 1932. Militaire de carrière parallèlement, il est basé au 80e régiment d'infanterie sur Narbonne jusqu'en septembre 1933 où il rejoint la Garde républicaine à Paris. Il quitte ainsi le R.C. Narbonne et s'engage au Stade français. Mais ne parvenant pas à avoir sa licence n°1, il décide de changer de code de rugby et s'engage en rugby à XIII. Il signe en avril 1935 au Paris rugby XIII et y reste une saison. En octobre 1936, il annonce son arrivée au S.A. Villeneuve. Avec ce dernier, il remporte la Coupe de France en 1937 et dispute deux finales perdues de Championnat de France en 1938 et 1939 aux côtés d'Henri Durand, Antoine Puyuelo, Marcel Daffis et Maurice Brunetaud.

## Biographie
Urbain Tissinier naît le 13 septembre 1910 à Molandier dans le département français de l'Aude.
Il meurt le 7 octobre 1986 à Tarnos dans les Landes.

## Palmarès

### Rugby à XV
- Collectif :
  - Finaliste du Championnat de France : 1932  et 1933  (RC Narbonne).

#### Détails en club
| Saison  | Saison         | Championnat           | Championnat                           |
| Saison  | Saison         | Comp.                 | Class.                                |
| ------- | -------------- | --------------------- | ------------------------------------- |
| 1928-29 | RC Narbonne    | Championnat de France | Poules de trois                       |
| 1929-30 | RC Narbonne    | Championnat de France | Poules de trois                       |
| 1930-31 | RC Narbonne    | Championnat de France | 1/2 finale                            |
| 1931-32 | RC Narbonne    | Championnat de France | Finaliste                             |
| 1932-33 | RC Narbonne    | Championnat de France | Finaliste                             |
| 1933-34 | Stade français | Championnat de France | Refus de la FFR d'accorder la licence |

### Rugby à XIII
- Collectif :
  - Vainqueur de la  Coupe de France : 1937  (Villeneuve).
  - Finaliste du Championnat de France : 1938  et 1939 (Villeneuve).
  - Finaliste de la  Coupe de France : 1938  (Villeneuve).

#### Détails en club
| 1934-1935 | Paris rugby XIII             | Championnat de France        | 7e                           | Coupe de France              | 1/2 finale                   |                              |                              |                              |                              |                              |                              |
| 1935-1936 | Paris rugby XIII             | Championnat de France        | 1/4 finale                   | Coupe de France              | 1/4 finale                   |                              |                              |                              |                              |                              |                              |
| 1936-1937 | S.A. Villeneuve              | Championnat de France        | 7e                           | Coupe de France              | Vainqueur                    |                              |                              |                              |                              |                              |                              |
| 1937-1938 | S.A. Villeneuve              | Championnat de France        | Finaliste                    | Coupe de France              | Finaliste                    |                              |                              |                              |                              |                              |                              |
| 1938-1939 | S.A. Villeneuve              | Championnat de France        | Finaliste                    | Coupe de France              | 1/4 finale                   |                              |                              |                              |                              |                              |                              |
| 1940-1945 | Interdiction du rugby à XIII | Interdiction du rugby à XIII | Interdiction du rugby à XIII | Interdiction du rugby à XIII | Interdiction du rugby à XIII | Interdiction du rugby à XIII | Interdiction du rugby à XIII | Interdiction du rugby à XIII | Interdiction du rugby à XIII | Interdiction du rugby à XIII | Interdiction du rugby à XIII |